# Believe Again
Believe Again este o melodie a cântăreței Delta Goodrem. Single-ul a fost lansat în 2007 în Australia, atingând poziția cu numărul 2. De asemenea, single-ul a primit disc de aur pentru vânzări de peste 35,000 de unități. Believe Again a beneficiat de unul dintre cele mai scumpe videoclipuri realizate vreodată în Australia. De asemenea, „Believe Again” a dat numele următorului turneu al artistei.

## Lista melodiilor
CD single
1. „Believe Again” (Versiunea Radio) — 4:10
2. „Fortune And Love” — 3:52
3. „Believe Again” (Tommy Trash Remix) — 7:15
4. „Believe Again” (Electrodex Remix) — 3:57
5. Behind the Scenes (videoclip)

iTunes - EP Australia
1. „Believe Again” (Versiunea Radio) — 4:10
2. „Fortune and Love” — 3:52
3. „Believe Again” (Tommy Trash Remix) — 7:15
4. „Believe Again” (Electrodex Remix) — 3:57
5. „Fever” [iTunes Australia Exclusive] — 3:38

BigPond EP
1. „Believe Again” (Versiune Radio) — 4:10
2. „Fortune and Love” — 3:52
3. „Believe Again” (Tommy Trash Remix) — 7:15
4. „Believe Again” (Electrodex Remix) — 3:57
5. „Unsure” [BigPond Music Australia - Exclusiv] — 2:58

## Clasamente
| Clasament                 | Poziția Maximă |
| ------------------------- | -------------- |
| Australian Singles Chart  | 2              |
| Australian Airplay Chart* | 1              |

- Clasament de Difuzări;